# Xyris lanuginosa
Xyris lanuginosa là một loài thực vật hạt kín trong họ Hoàng đầu. Loài này được Seub. miêu tả khoa học đầu tiên năm 1855.